# Liste der Kreisstraßen im Kreis Euskirchen
Die Liste der Kreisstraßen im Kreis Euskirchen ist eine Auflistung der Kreisstraßen im Kreis Euskirchen, Nordrhein-Westfalen.

## Abkürzungen
- K: Kreisstraße
- L: Landesstraße

## Liste
Die Kreisstraßen behalten die ihnen zugewiesene Nummer innerhalb von Nordrhein-Westfalen auch bei einem Wechsel in einen anderen Kreis oder in eine kreisfreie Stadt. Nicht vorhandene bzw. nicht nachgewiesene Kreisstraßen werden in Kursivdruck gekennzeichnet, ebenso Straßen und Straßenabschnitte, die unabhängig vom Grund (Herabstufung zu einer Gemeindestraße oder Höherstufung) keine Kreisstraßen mehr sind.
Der Straßenverlauf wird in der Regel von Nord nach Süd und von West nach Ost angegeben.
| Nr.   | Verlauf |
| ----- | --- |
| K 1   | in Kuchenheim – K 24 – Roitzheim – L 119 in Stotzheim |
| K 2   | L 163 in Metternich – K 3 in Schwarzmaar |
| K 3   | K 11 in Klein Vernich – L 194 in Groß Vernich – Schwarzmaar – K 2 – Müggenhausen – Kreisgrenze – (K 3 im Rhein-Sieg-Kreis) – Kreisgrenze – K 9 – Dom-Esch – K 15 – K 21                            |
| K 4   | L 52 – Landesgrenze – (K 32 im Landkreis Ahrweiler, Rheinland-Pfalz) |
| K 5   | K 55 in Sasserath – Landesgrenze – (K 14 im Landkreis Ahrweiler, Rheinland-Pfalz) |
| K 6   | K 20 – K 10 |
| K 7   | L 15 – Urfttalsperre – nicht befahrbar – Gemünd – in Gemünd |
| K 8   | L 115 – Landesgrenze – (K 9 im Landkreis Ahrweiler, Rheinland-Pfalz) |
| K 9   | K 3 – Kreisgrenze – (K 9 im Rhein-Sieg-Kreis) |
| K 10  | (K 10 im Kreis Düren) – Kreisgrenze – Berg – K 6 – Floisdorf – K 20 – Schwerfen – L 11 – – Virnich – – Firmenich                                                                                   |
| K 11  | L 163 in Weilerswist – Klein Vernich – Horchheim – Lommersum – L 181 – Bodenheim – L 182 in Kessenich                                                                                              |
| K 12  | K 43 in Alendorf – Landesgrenze – (K 73 im Landkreis Vulkaneifel, Rheinland-Pfalz) |
| K 13  | in Kehr – Landesgrenze – (K 80 im Landkreis Vulkaneifel, Rheinland-Pfalz) |
| K 14  | – Landesgrenze – (K 76 im Landkreis Vulkaneifel, Rheinland-Pfalz) |
| K 15  | K 21 in Kleinbüllesheim – L 210 – K 3 in Dom-Esch |
| K 19  | L 210 – L 11 in Palmersheim |
| K 20  | L 11 in Bürvenich – K 6 – Floisdorf – K 10 – Eicks – K 27 – in Kommern |
| K 21  | L 194 in Wüschheim – Großbüllesheim – L 182 – Kleinbüllesheim – K 15 – Weidesheim – L 210 – K 3 – Kreisgrenze an der nördlichen Straßenseite – Kreisgrenze – (K 21 im Rhein-Sieg-Kreis)            |
| K 23  | in Langendorf – L 11 in Bürvenich |
| K 24  | L 178 in Billig – Euskirchen – – K 1 – L 210 |
| K 25  | (K 25 im Kreis Düren) – Kreisgrenze – Glehn – K 27 – Hostel – in Weißenbrunnen |
| K 26  | L 15 – Kreisgrenze – (K 26 im Kreis Düren) |
| K 27  | K 20 in Eicks – Glehn – K 25 – Bleibuir – L 169 – Wielspütz – Voißel – |
| K 28  | in Wallenthal – Scheven – Kallmuth – Lorbach – Bergheim (– Abzweig zur ) – in Mechernich |
| K 29  | (K 29 im Landkreis Ahrweiler, Rheinland-Pfalz) – Landesgrenze – Kreisstraße ohne Anschluss an eine klassifizierte Straße – Landesgrenze – (K 29 im Landkreis Ahrweiler, Rheinland-Pfalz)           |
| K 30  | K 82 – Juntersdorf – Langendorf – Merzenich – in Sinzenich |
| K 31  | L 162 in Nemmenich – Lövenich – in Sinzenich |
| K 32  | L 206 in Dottel – Kallmuth – Vollem – in Eiserfey |
| K 33  | (K 33 im Rhein-Sieg-Kreis) – Kreisgrenze – L 163 in Metternich |
| K 34  | L 165 in Holzheim – K 58 – Harzheim – Pesch – L 206 – K 36 – Roderath – Frohngau – K 39 – |
| K 35  | in Ülpenich – L 61 in Enzen |
| K 36  | in Engelgau – K 34 – Roderath – Bouderath – Kolvenbach – Hohn – in Eicherscheid |
| K 37  | L 11 – L 61 in Enzen |
| K 38  | L 61 in Obergartzem – L 11 in Firmenich |
| K 39  | K 34 in Frohngau – Holzmülheim – |
| K 40  | K 41 in Freilingen – |
| K 41  | – K 71 – Reetz – Freilingen – K 40 – L 115 – Lommersdorf – Landesgrenze – (K 7 im Landkreis Ahrweiler, Rheinland-Pfalz)                                                                            |
| K 42  | L 11 in Antweiler – K 44 in Wachendorf |
| K 43  | – Hüngersdorf – Ripsdorf – K 69 – K 72 – Alendorf – K 12 – Landesgrenze – (K 70 im Landkreis Vulkaneifel, Rheinland-Pfalz)                                                                         |
| K 44  | L 499 in Lessenich – Wachendorf – K 42 – K 45 – in Iversheim |
| K 45  | L 499 in Weiler am Berge – Eschweiler – K 44 in Iversheim |
| K 46  | – Uedelhoven – Landesgrenze – (K 74 im Landkreis Vulkaneifel, Rheinland-Pfalz) |
| K 47  | L 11 in Arloff – Steinbachtalsperre |
| K 48  | K 50 in Reckerscheid – Willerscheid – L 165 |
| K 49  | K 50 – Berresheim – L 165 |
| K 50  | L 165 – Mahlberg – L 113 – Reckerscheid – K 48 – Soller – Hummerzheim – K 49 – Odesheim – Hünkhoven – K 56 – Rupperath – Landesgrenze – (K 25 im Landkreis Ahrweiler, Rheinland-Pfalz)             |
| K 51  | L 11 in Palmersheim – Kreisgrenze – (K 51 im Rhein-Sieg-Kreis) |
| K 52  | L 113 in Scheuren – Maulbach – K 4 – Eichen – Lanzerath – L 497 |
| K 53  | L 165 – K 4 – Mutscheid – K 55 |
| K 54  | K 55 in Nitterscheid – K 53 in Mutscheid |
| K 55  | L 165 in Esch – K 54 – Nitterscheid – Sasserath – K 5 – Hilterscheid – Ohlerath – L 165 |
| K 56  | L 165 – K 50 |
| K 57  | L 165 – Landesgrenze – (K 13 im Landkreis Ahrweiler, Rheinland-Pfalz) |
| K 58  | in Eiserfey – K 34 |
| K 59  | L 204 in Bahrhaus – L 205 – Nettersheim – in Zingsheim |
| K 60  | L 203 in Rinnen – Steinfelderheistert – Diefenbach – K 78 – L 22 – Wahlen – L 204 in Marmagen |
| K 61  | L 22 in Manscheid – Winten – Heiden – Unterschömbach – Oberschömbach – L 204 in Schmidtheim |
| K 62  | L 22 in Benenberg – K 76 in Hecken |
| K 63  | L 17 in Berk – Baasem – |
| K 64  | in Hellenthal – Ingersberg – Eichen – Frohnrath – L 203 in Sistig |
| K 64A | (K 64 im Landkreis Vulkaneifel, Rheinland-Pfalz) – Landesgrenze – Kreisstraße ohne Anschluss an andere Straßen und ohne Bebauung – Landesgrenze – (K 64 im Landkreis Vulkaneifel, Rheinland-Pfalz) |
| K 65  | L 159 – Bronsfeld – in Schleiden |
| K 66  | L 207 in Dreiborn – Scheuren – in Schleiden |
| K 67  | L 206 in Kall – L 204 – L 206 in Keldenich |
| K 68  | K 75 – Rescheid – L 17 |
| K 69  | in Blankenheim – K 70 – Nonnenbach – Ahmühle – Ripsdorf – K 43 – Dollendorf – L 115 |
| K 70  | – K 69 – Nonnenbach – |
| K 71  | L 115 – K 41 in Reetz |
| K 72  | (K 67} im Landkreis Vulkaneifel, Rheinland-Pfalz) – Landesgrenze – Waldorf – K 43 |
| K 73  | (K 80 im Landkreis Vulkaneifel, Rheinland-Pfalz) – Landesgrenze – Frauenkron – L 22 |
| K 74  | L 110 – L 204 in Schmidtheim |
| K 75  | in Hellenthal – K 68 – Hönningen – L 17 |
| K 76  | K 62 in Hecken – Paulushof – L 204 |
| K 78  | L 203 in Sistig – K 60 in Diefenbach |
| K 79  | (K 10 im Landkreis Ahrweiler, Rheinland-Pfalz) – Landesgrenze – Tondorf – Rohr – L 115 |
| K 80  | in Holzmülheim – L 165 in Schönau |
| K 81  | in Weißenbrunnen – Strempt – Roggendorf – in Mechernich |
| K 82  | (K 82 im Kreis Düren) – Kreisgrenze – K 30 – – Füssenich – Geich – in Zülpich |

## Quelle
- Landesvermessungsamt Nordrhein-Westfalen, Kreiskarte Nr. 44: Kreis Euskirchen